# Lidská práva v Polsku
Lidská práva v Polsku jsou uvedena ve druhé kapitole ústavy ratifikované v roce 1997. Polsko je smluvní stranou několika mezinárodních dohod týkajících se lidských práv, včetně Evropské úmluvy o lidských právech, Všeobecné deklarace lidských práv, Helsinských dohod, Mezinárodního paktu o občanských a politických právech, Mezinárodního paktu o hospodářských, sociálních a kulturních právech a Úmluvy o právech dítěte.
Lidská práva v Polsku nejsou v praxi vždy dodržována. Od roku 1959 do roku 2019 Evropský soud pro lidská práva rozhodl, že se v Polsku porušila lidská práva v 989 případech. V roce 2021 zařadila ILGA-Europe Polsko podruhé za sebou na nejnižší příčku v Evropské unii v oblasti ochrany práv LGBT osob.

## Historie
Prvky toho, co se dnes nazývá lidskými právy, lze nalézt již v raných dobách polského státu. Kališský zákon (1264) zavedl četná práva pro židovské menšiny v Polsku. Varšavská konfederace z roku 1573 potvrdila náboženskou svobodu všech obyvatel Polska, což bylo nesmírně důležité pro stabilitu tehdejší mnohonárodnostní polské společnosti. Všichni šlechtici shromáždění ve Varšavě podepsali dokument, v němž se zástupci všech hlavních náboženství zavázali ke vzájemné podpoře a toleranci.
V novodobé historii se lidská práva výrazně zlepšila až po pádu komunismu v roce 1989, kdy byly staré represivní normy prosovětského komunistického režimu nahrazeny moderní demokratickou vládou zaručující prvotřídní občanská a politická práva, což potvrdila i organizace Freedom House.
Polsko ratifikovalo dohodu o Mezinárodním trestním soudu. Tělesné tresty jsou od roku 2010 zcela zakázány. Trest smrti byl zrušen v září 1998.

## Svoboda projevu

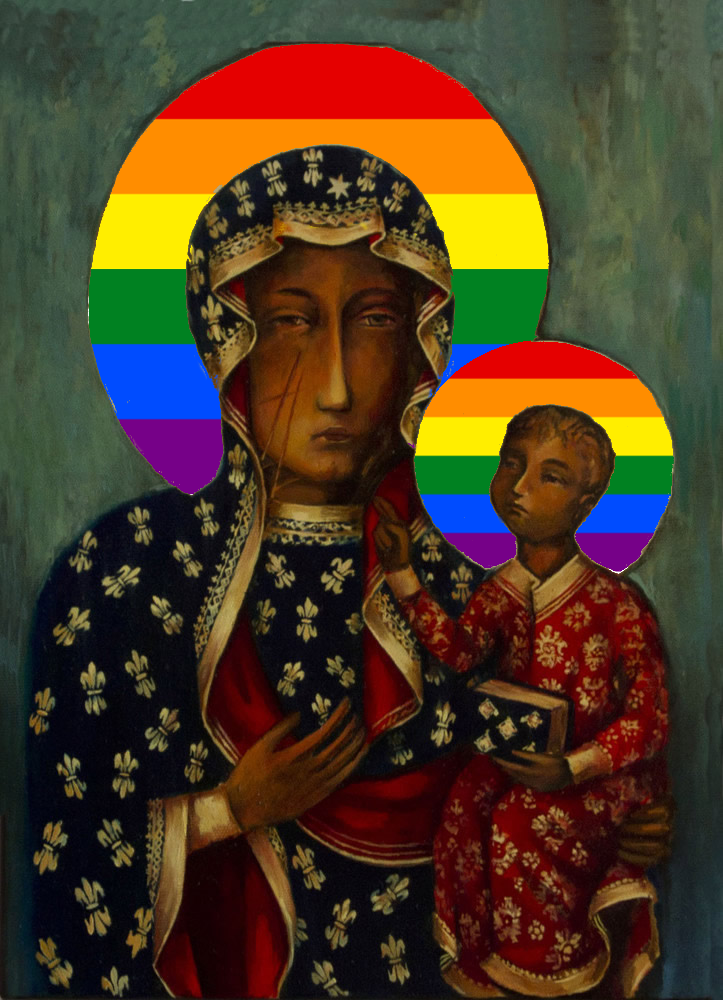
Duhová madonna, adaptace Černé madony čenstochovské.

Svoboda projevu je v Polsku omezena různými zákony, které zakazují projevy považované za urážku polských státních symbolů nebo prezidenta. Existují také zákony proti urážce náboženského cítění či urážce památek. V roce 2019 byla zatčena LGBT aktivistka Elżbieta Podleśna za vytvoření a vystavení Duhové madony, která je adaptací Černé madony čenstochovské.
V roce 2017 Amnesty International vyjádřilo obavy ohledně svobody shromažďování v Polsku a uvedlo, že „úřady používají techniky, jako je sledování, obtěžování a stíhání, aby rozehnaly a zabránily masovým protestům“. Rovněž uvedlo, že „úřady často upřednostňují provládní a nacionalistické demonstrace před jinými typy shromáždění“.

## Ženská práva

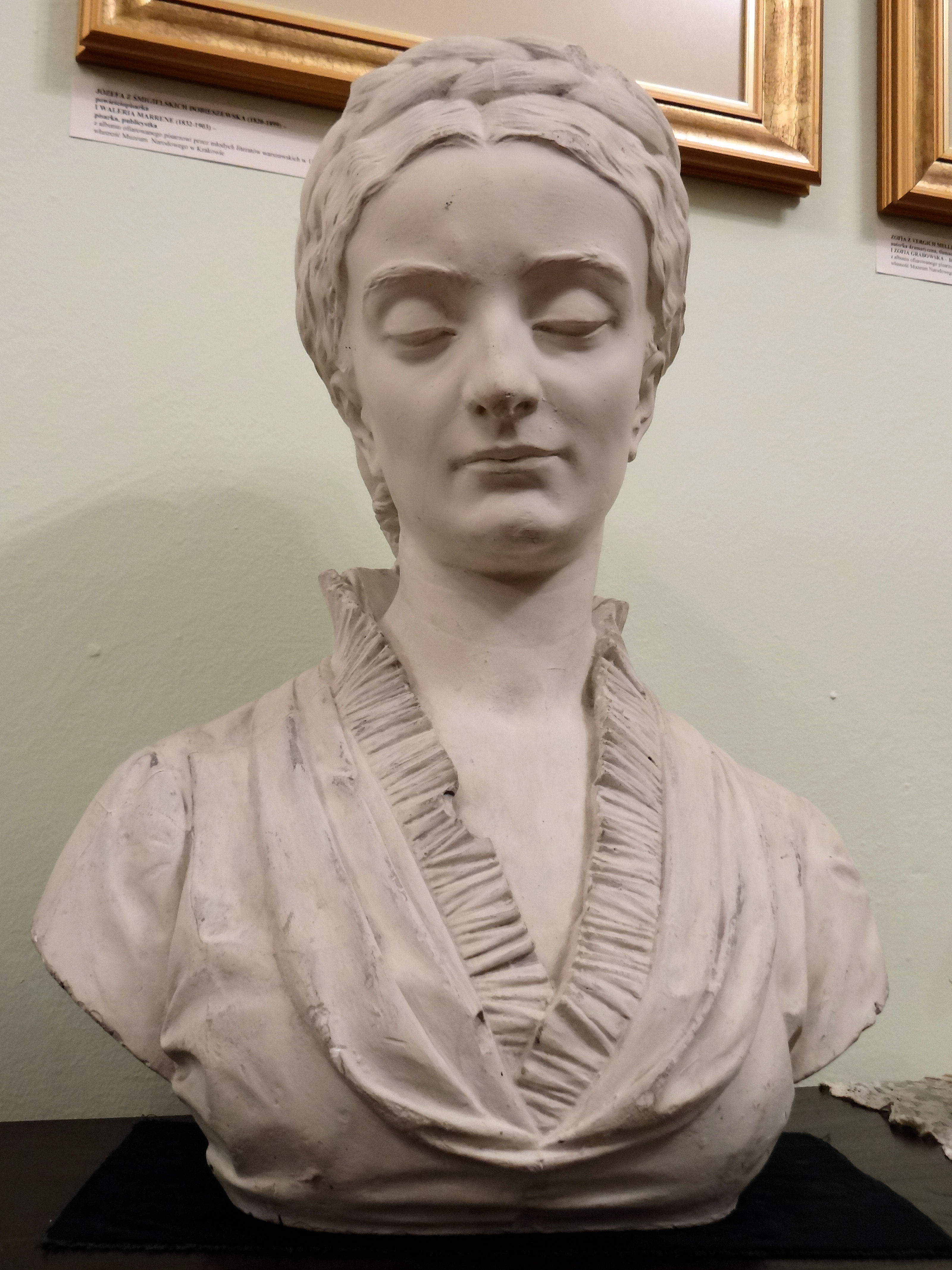
Narcyza Żmichowska, předchůdkyně feminismu v Polsku.

### Historie feminismu
Feminismus v Polsku začal v 19. století v době zahraničních vojenských okupací, které byly poznamenány hrubým zneužíváním moci zejména ze strany Rusů, což mělo dopad i na práva žen. Před poslední vojenskou okupací v roce 1795 se však ženy, které platily daně, mohly prosadit v politice. Předchůdkyni polského feminismu Narcyzu Żmichowskou, která v roce 1842 založila skupinu sufražetek, Rusové na tři roky uvěznili. Od roku 1918, po návratu nezávislosti, mohly všechny ženy volit. Polsko bylo patnáctou (dvanáctou suverénní) zemí, která zavedla všeobecné volební právo pro ženy. Přesto existuje v současném Polsku řada problémů týkajících se žen, jako je právo na potrat (formálně povolený pouze za zvláštních okolností) a „skleněný strop“.

### Násilí na ženách
Domácí násilí, jak vyplývá ze zprávy webu TheNews z roku 2011, vnímá jako problém každý pátý respondent. Třicet osm procent Poláků zná alespoň jednu rodinu, kde dochází k fyzickému násilí, a sedm procent tvrdí, že zná alespoň jednu rodinu, kde dochází k sexuálnímu násilí, což vyplývá z průzkumu výzkumného centra SMG KRC. Průzkum ukázal, že 27 % respondentů se zdráhá zakročit proti zjevným násilníkům z obavy, že by se násilí mohlo přenést na ně samotné, zatímco 17 % se domnívá, že upozornění na problém by původní oběti nepomohlo. Čtvrtina dotázaných se domnívala, že sousedé nebo známí nemají povinnost jednat, když se dozvědí o domácím násilí, protože se domnívají, že je těžké posoudit, která strana je v právu. 43 % dotázaných prohlásilo, že zasahovat do rodinných záležitostí je přípustné pouze tehdy, když někdo požádá o pomoc, a 14 % dotázaných uvedlo, že nemá smysl takový případ oznamovat, protože oběť by bez ohledu na to nevyhnutelně ustoupila od právních kroků. 13 % dotázaných uvedlo, že takové zneužívání je soukromou rodinnou záležitostí, 16 % dotázaných uvedlo, že existují situace, kdy je násilí v domácnosti oprávněné. Přibližně 26 % dotázaných uvedlo, že se stali obětí fyzického násilí.
Znásilnění je nezákonné a trestá se až 12 lety vězení (včetně znásilnění manžela/manželky). Sexuální obtěžování je vzhledem ke společenským názorům nedostatečně hlášeno. V lednu 2014 byla zavedena reforma, která zjednodušila řízení a zároveň z něj učinila trestný čin stíhaný státem, a nikoli soukromou obžalobu.
Dne 29. října 2020 vyzvalo Amnesty International polské úřady, aby chránily pokojné demonstranty demonstrující proti omezení potratů před obtěžováním a násilnými útoky ze strany protidemonstrantů. Podle organizace čelili protestující v minulosti nadměrnému použití síly ze strany policistů a byli svévolně zadržováni bez přístupu k právníkům.

## Práva LGBTQ+ lidí

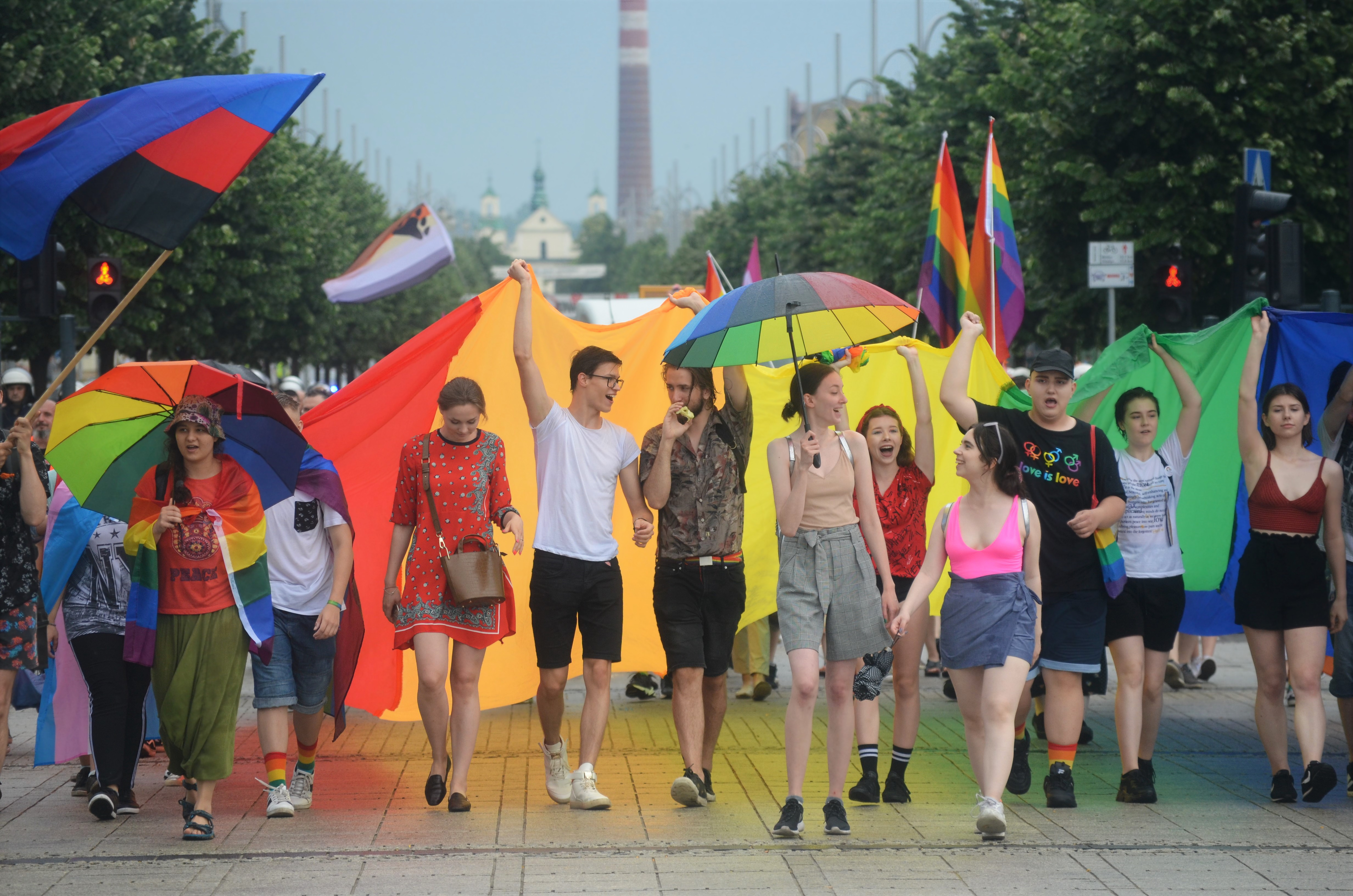
Pochod za rovnost v Čenstochové (2019)

Polsko podepsalo deklaraci OSN o právech LGBTQ+ lidí, ale svazky osob stejného pohlaví nejsou v Polsku uznávány. Polsko však není na seznamu zemí se státem podporovanou homofobií a homosexualita nebyla v Polsku nikdy trestná. Homosexualita byla potvrzena jako legální v roce 1932 a Polsko také uznává změnu pohlaví a nevyžaduje sterilizaci svých transsexuálních občanů.
V červenci 2021 Evropská komise oznámila, že podala na Polsko (spolu s Maďarskem) žalobu za porušování základních práv LGBTQ+ osob.